# 牟岐浦異国船漂着事件

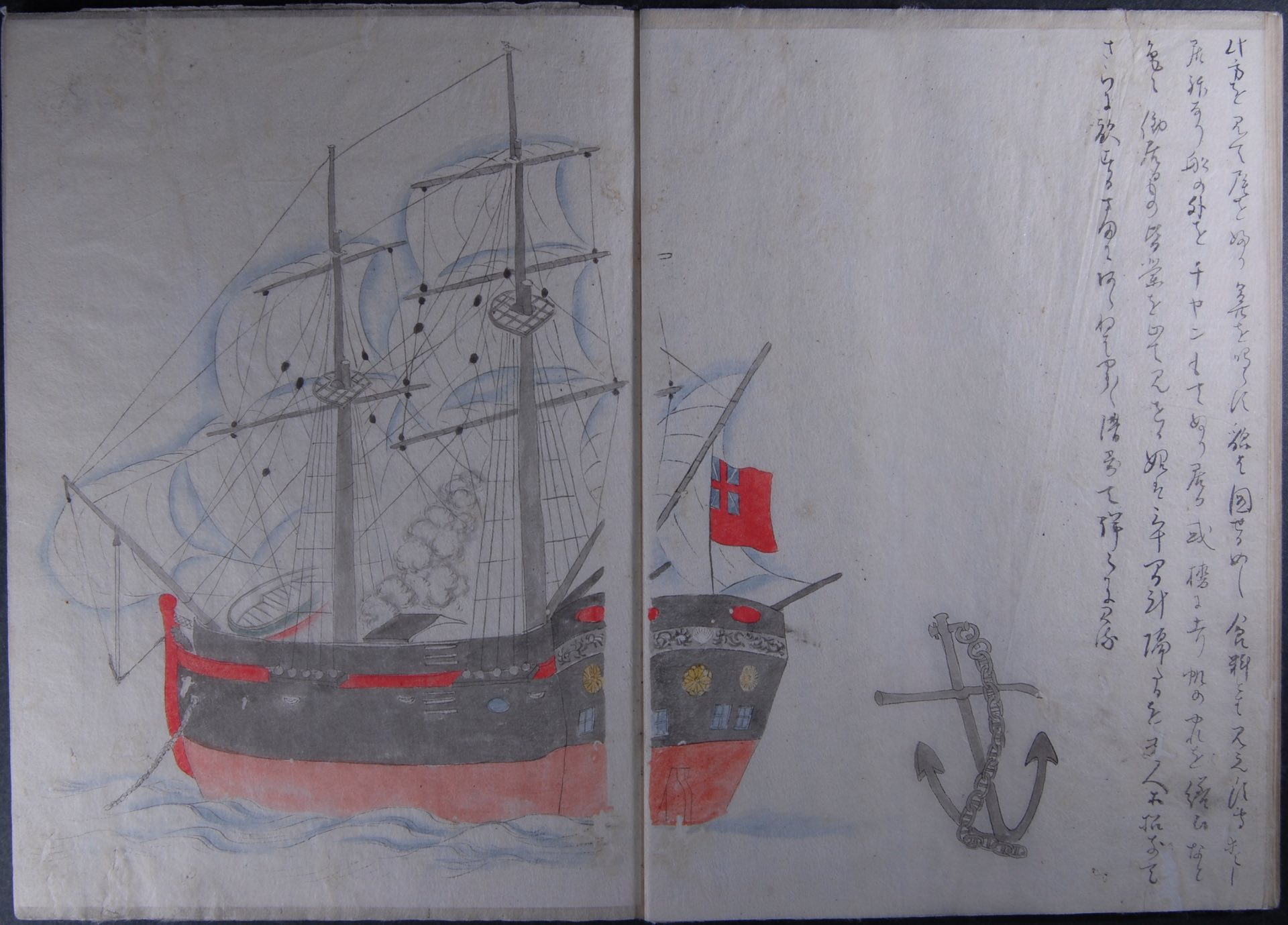
徳島藩士・浜口巻太（御牧）の見聞記『異国船舶来話并図』に描かれた黒船（キプロス号）。

牟岐浦異国船漂着事件（むぎうらいこくせんひょうちゃくじけん）もしくは異国船牟岐浦漂着事件（いこくせんむぎうらひょうちゃくじけん）は、1830年1月14日（旧暦:文政12年12月20日）にイギリスの黒船が現在の徳島県沿岸に出没した事件。

## 概要
文政12年12月20日午前9時ごろ、イギリスの黒船が現在の美波町日和佐沖合に現れ、その後、牟岐町沖に移動した。徳島藩は、藩士や農民を動員して沿岸を警備。同月23日、徳島藩は異国船打払令に従って発砲したところ、船は出港して行方不明になった。2015年以降に資料の再発掘、評価が行われた結果、漂着した船はイギリスの支配下にあったオーストラリアのタスマニア島で、護送中の囚人が反乱を起こして奪ったキプロス号と判明している。

## 日本初のブーメラン投擲
徳島藩士である廣田勘左衛門がまとめた報告書『文政十二年十二月異国船牟岐浦漂着一件留書』では、徳島藩が船に接近した際に投げ込まれた「く」の字の物体が記されており、オーストラリアのアボリジニが使用していたブーメランではないかと考えられている。